# 栓皮红山茶
栓皮红山茶（学名：Camellia phelloderma）是山茶科山茶属的植物。分布在中国大陆的四川等地，生长于海拔2,100米的地区，多生长在疏林中，目前尚未由人工引种栽培。